# چند روز بعد
چند روز بعد با نام سابق گریز فیلمی به کارگردانی نیکی کریمی، نویسندگی شامهر راستین و تهیه‌کنندگی محمدرضا تختكشيان محصوال سال ۱۳۸۴ است.

## موضوع فیلم
این فیلم در باره شهرزاد است که مدتی است می‌خواهد تصمیم مهمی بگیرد، در این زمان او می‌خواهد انتخاب کردن در شهری مثل تهران را تجربه کند.
در این فیلم بازیگرانی چون نیکی کریمی (شهرزاد)، نیلوفر خوش خلق (غزاله)، احسان امانی (تابش)، بهزاد دورانی (حجتی)، علیرضا انوش فر (رضا)، حسام نورانی (محمود) بازی می‌کنند.
فیلم در اوایل فروردین ماه ۱۳۸۵ به کار فیلم برداری خود پایان داد.